# 鹿部駅
鹿部駅（しかべえき）は、北海道（渡島総合振興局）茅部郡鹿部町本別にある北海道旅客鉄道（JR北海道）函館本線（通称：砂原支線）の駅である。駅番号はN68。電報略号はカヘ。事務管理コードは▲140153。

## 歴史

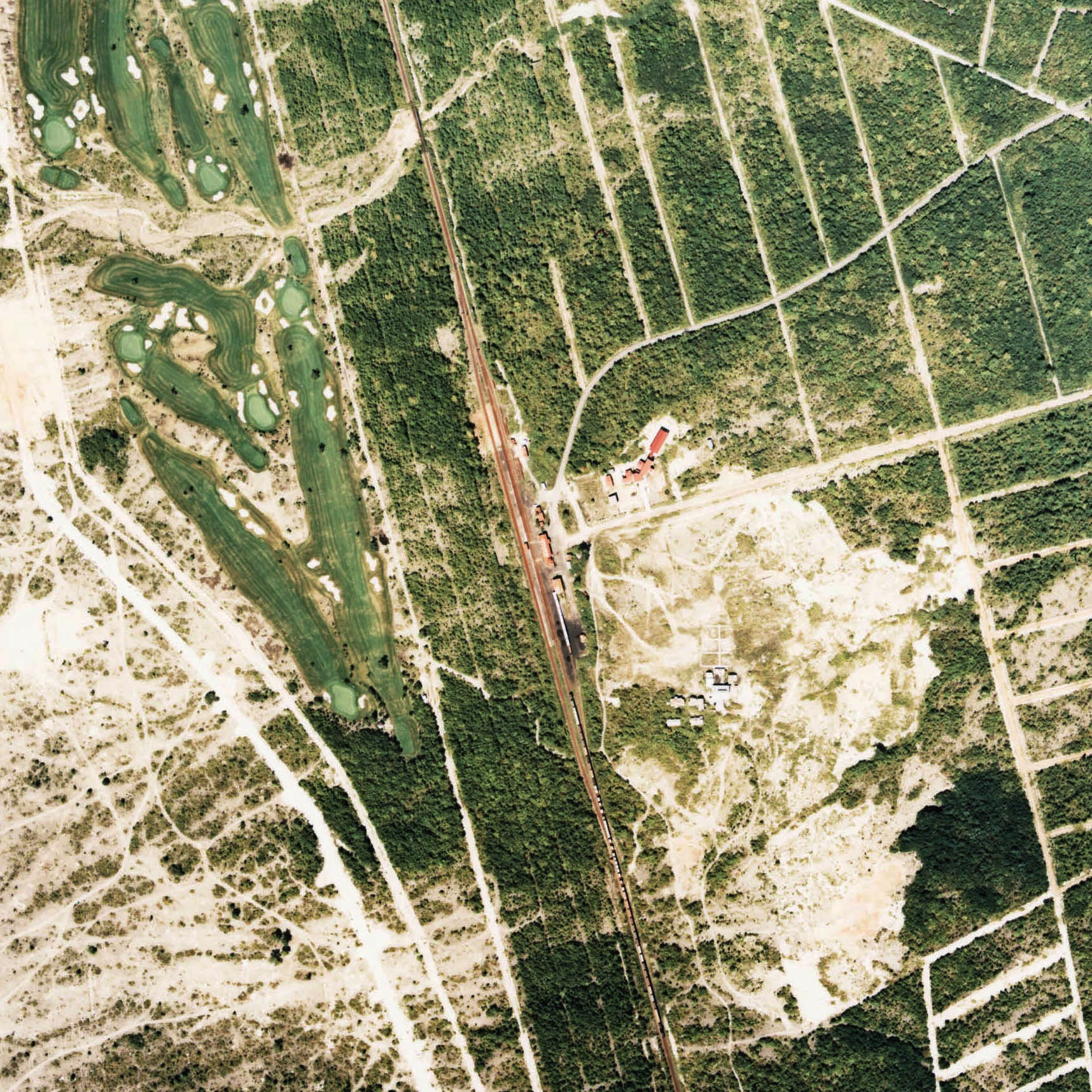
1976年の鹿部駅と周囲約1.5km範囲。下が大沼方面。周囲は殆ど人家がなく、駅裏は駒ケ岳山麓の火山性の荒れた傾斜地が広がっている。市街地は右下側数キロ先の港にあり、駅のある標高100mまでは登り坂である。

- 1929年（昭和4年）1月31日：大沼電鉄（戦前） 新本別駅 - 鹿部駅間が延伸開業し、大沼公園駅 - 鹿部駅間が全通。同線の終着駅として、鹿部駅が開業[3]。
- 1945年（昭和20年）6月1日：国有鉄道函館本線（砂原線）大沼駅 - 渡島砂原駅間開通に伴い、一般駅として開業[3]。同日、不要不急線指定による大沼電鉄（戦前）の廃線に伴い、同線の鹿部駅が廃止。
- 1948年（昭和23年）1月16日：大沼電鉄（戦後） 新銚子口駅 - 鹿部温泉駅間の開通に伴い、同線の鹿部温泉駅が開業[3]。
- 1949年（昭和24年）
  - 2月20日：国鉄の鹿部駅が鷹待駅（たかまちえき）に改称。同時に、大沼電鉄の鹿部温泉駅が鹿部駅に改称[3]。
  - 6月1日：日本国有鉄道法施行に伴い、日本国有鉄道（国鉄）に継承。
- 1952年（昭和27年）12月25日：大沼電鉄（戦後）の全線廃止に伴い、同線の鹿部駅が再度廃止[3]。
- 1956年（昭和31年）12月20日：鷹待駅が鹿部駅に再改称[3]。
- 1980年（昭和55年）5月1日：貨物取扱い廃止[4]。
- 1984年（昭和59年）
  - 2月1日：荷物取扱い廃止[4]。
  - 11月1日：無人化[4]。簡易委託駅（鹿部町委託）となる。
- 1987年（昭和62年）4月1日：国鉄分割民営化に伴い、北海道旅客鉄道（JR北海道）に継承。
- 2005年（平成17年）4月1日：簡易委託廃止、完全無人化。
- 2007年（平成19年）10月1日：駅ナンバリングを実施[5]。

### 駅名の由来
当駅の所在する地名より。地名は、アイヌ語の「シカペ」（アホウドリ）に由来するとされる。当地附近にアホウドリが多く住んでいたために付けられた。
旧駅名の鷹待（たかまち）は、当地附近に鷹狩の際の鷹待がいたことに由来する。

## 駅構造
島式ホーム1面2線を有する地上駅で、列車交換可能な交換駅となっている。駅舎側（東側）が上り線、外側が下り線となっている（番線表示なし）。そのほか上下線共に安全側線を有する。1983年（昭和58年）4月時点では駅舎と上り線の間に側線（副本線）を1線有していた。転轍機の形状は上り線からの方開き分岐である。木造駅舎を有する。
七飯駅管理（夜間連絡先は森駅）の無人駅となっている。駅舎は構内の東側に位置しホーム中央部分とを結んだ構内踏切で連絡している。有人駅時代の規模の大きい駅舎が継続使用されている。待合室内には椅子のカバーなどを始めとした手造り品がたくさんあり、図書コーナーも設けられている。駅舎内にトイレを有する。駅スタンプが設置されている。
駅の標高は90.5mである。

### のりば
| ホーム | 路線                    | 方向 | 行先           |
| ------ | ----------------------- | ---- | -------------- |
| 駅舎側 | ■ 函館本線 （砂原支線） | 上り | 函館方面       |
| 反対側 | ■ 函館本線 （砂原支線） | 下り | 森・長万部方面 |

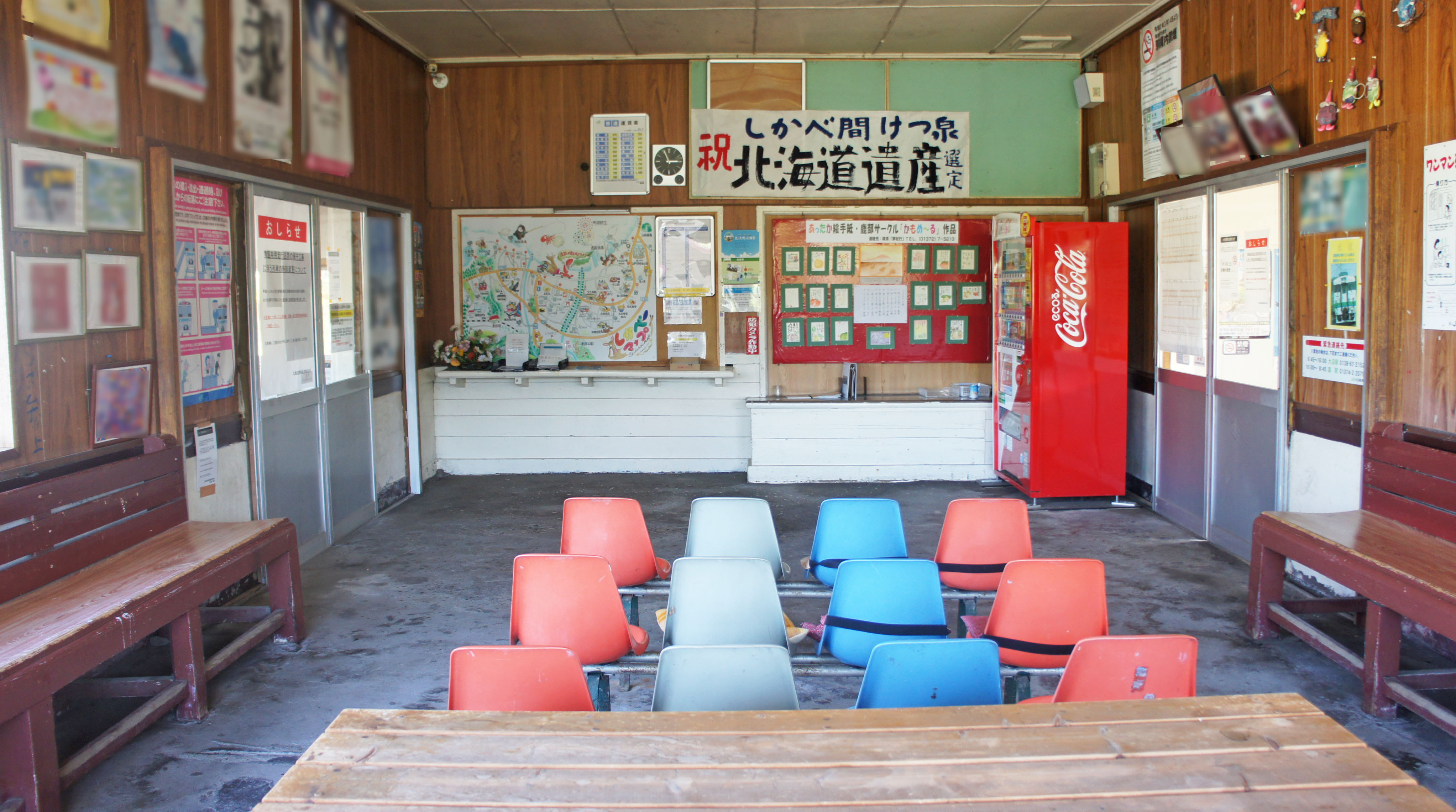
待合室（2020年8月）
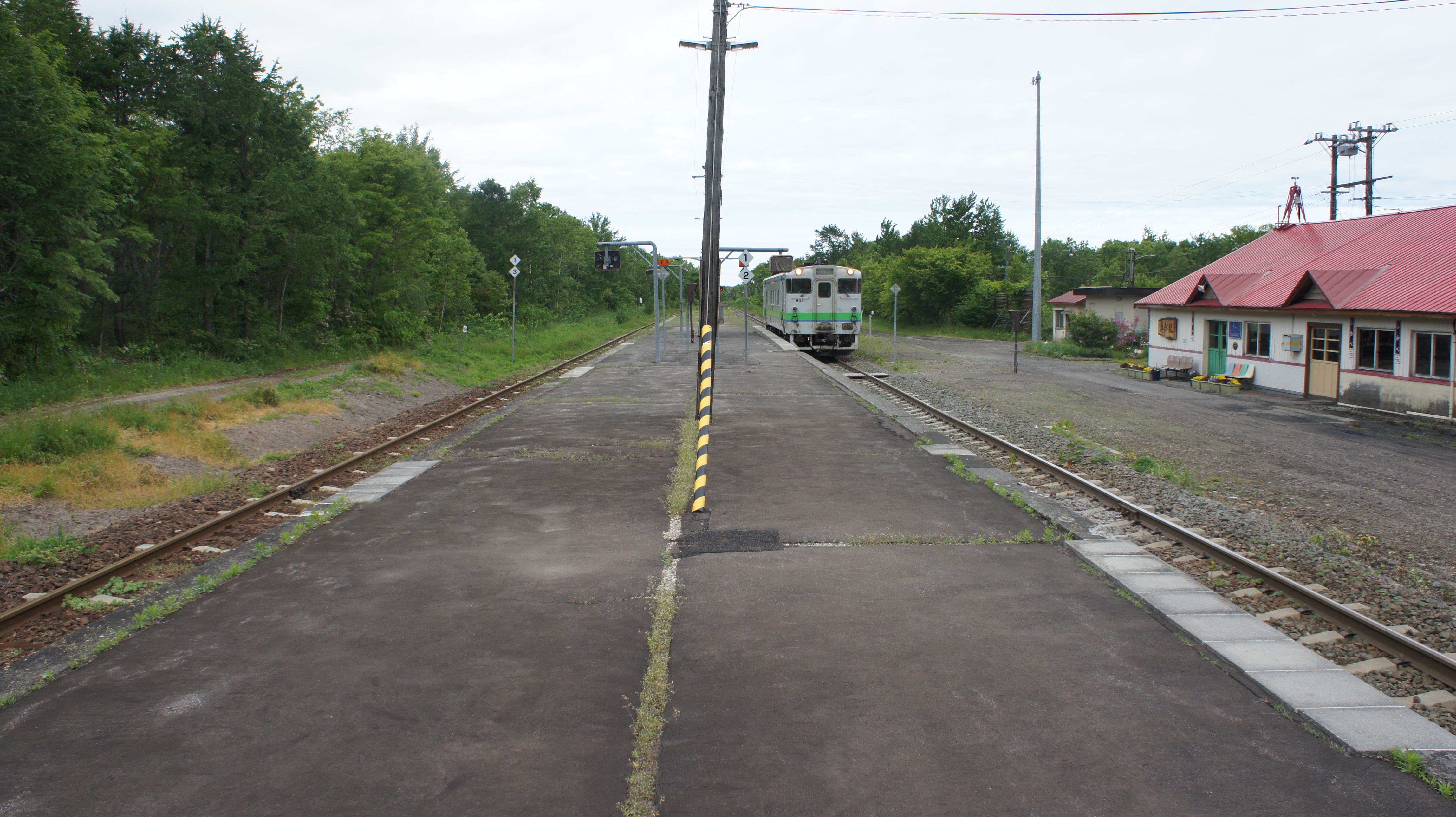
ホーム（2018年6月）
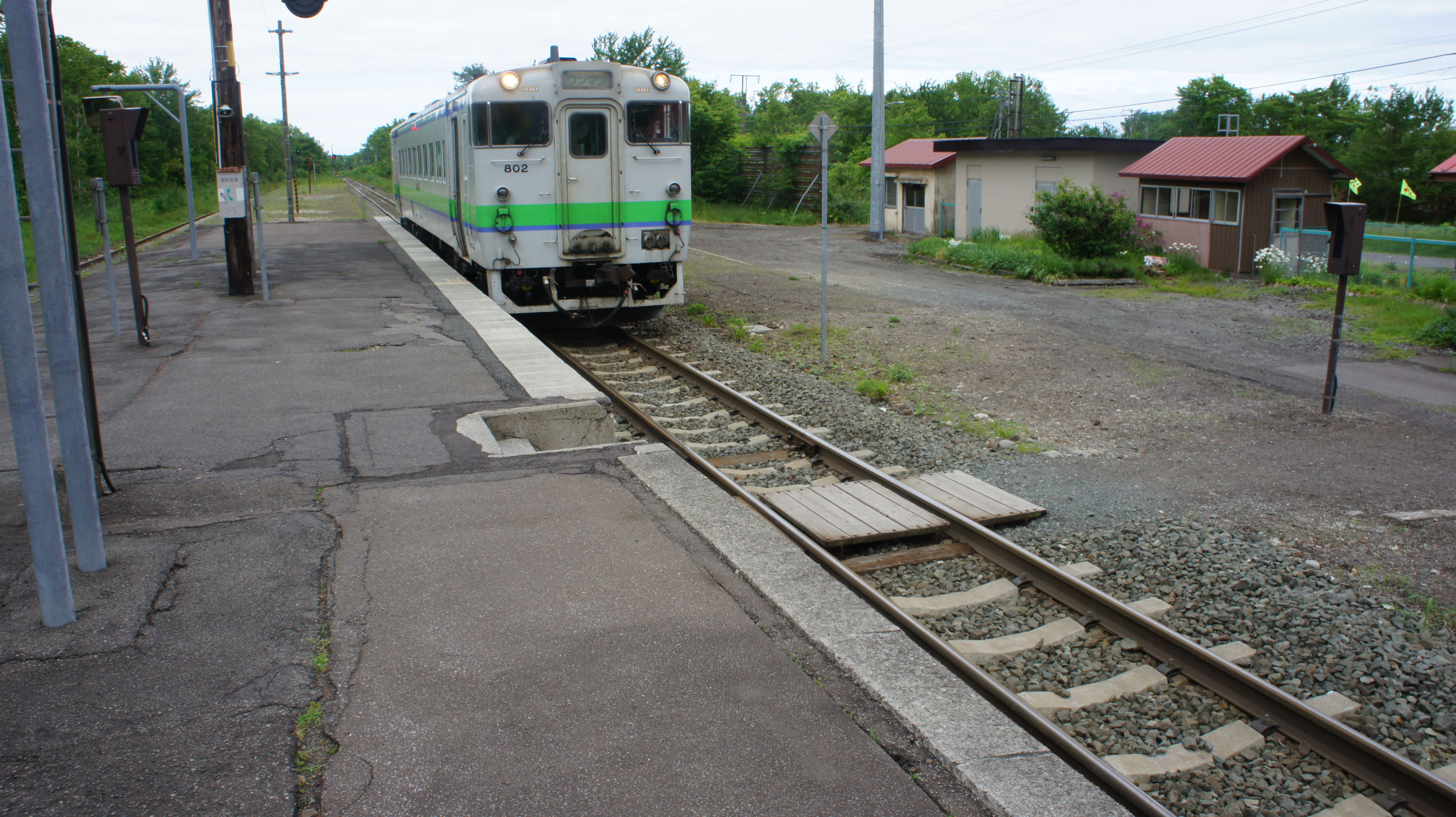
構内踏切（2018年6月）

## 利用状況
乗車人員の推移は以下の通り。年間の値のみ判明している年度は日数割で算出した参考値を括弧書きで示す。出典が「乗降人員」となっているものについては1/2とした値を括弧書きで乗車人員の欄に示し、備考欄で元の値を示す。
また、「JR調査」については、当該の年度を最終年とする過去5年間の各調査日における平均である。
| 年度               | 乗車人員（人） | 乗車人員（人） | 乗車人員（人） | 出典   | 備考                 |
| 年度               | 年間           | 1日平均        | JR調査         | 出典   | 備考                 |
| ------------------ | -------------- | -------------- | -------------- | ------ | -------------------- |
| 1978年（昭和53年） |                | 210.0          |                | [ 10 ] |                      |
| 1981年（昭和56年） |                | (117.0)        |                | [ 11 ] | 1日乗降客数は234人。 |
| 1992年（平成4年）  |                | (185.0)        |                | [ 8 ]  | 1日乗降客数は370人。 |
| 2017年（平成29年） |                |                | 81.0           | [ 12 ] |                      |
| 2018年（平成30年） |                |                | 80.2           | [ 13 ] |                      |

## 駅周辺
駅前には別荘が多い。役場などが所在する中心部とは約5km離れており、バスなどでの連絡が必要となる。
- 北海道道480号鹿部停車場線
- 国道278号
- 函館バス「鹿部駅前」停留所：鹿部出張所行き[14]
- 陸上自衛隊駒ヶ岳演習場

## 隣の駅
北海道旅客鉄道（JR北海道）
■函館本線（砂原支線）
大沼駅 (H68) - *池田園駅 (N71) -*流山温泉駅(N70) - （銚子口信号場） - *（新本別信号場） - 鹿部駅 (N68) - 渡島沼尻駅 (N67)
*打消線は廃止駅および廃止信号場 （新本別信号場は1949年8月1日廃止）